# Ceratina parvula
Ceratina parvula är en biart som beskrevs av Smith 1854. Den ingår i släktet märgbin och familjen långtungebin. Inga underarter finns listade i Catalogue of Life.

## Beskrivning
Ceratina parvula är ett mycket litet bi, med en kroppslängd mellan 2,5 och knappt 3 mm. Grundfärgen är svart, men labrum är brun, och clypeus kan ha gula kanter.

## Utbredning
Arten förekommer längs Medelhavets kuster, samt på Kanarieöarna, i Atlasbergen, norrut upp till centrala Spanien och österut till Turkiet, Israel, Syrien, Jordanien och Turkmenistan. Det finns tecken på att utbredningsområdet är fragmenterat, och att utbredningen varit större i förhistorisk tid.

## Ekologi
Habitatet utgörs av buskskog av macchiakaraktär samt trädgårdar i landsbygd och förorter.
Som alla märgbin gräver Ceratina parvula ut sina larvbon i växtmärg, hos denna art främst i torra stammar hos hallonsläktet. Arten är polylektisk, den flyger till blommande växter från flera olika familjer. Arten föredrar kransblommiga växter som lavendelsläktet och korgblommiga växter som tistlar.

## Hotstatus
IUCN klassificerar arten som livskraftig ("LC"), och inga generella hot finns registrerade. Arten är i vissa avseenden en kulturföljare, eftersom dess huvudsakliga boväxter, hallonsläktet, ofta förekommer i samband med mänskliga aktiviteter. Andra mänskliga aktiviteter, som storskaligt lantbruk och vägbyggnad, kan tvärtom minska artens bomöjligheter.